# یاس بیابانی
یاس بیابانی (Philadelphus microphyllus) گونه‌ای از نرگس درختی (Philadelphus) است. این گونه بومی شمال مکزیک و ربع جنوب غربی ایالات متحده تا مناطق شمالی وایومینگ است. یاس بیابانی در زیستگاه‌های بوته‌ای و خارستانی در دامنه تپه‌ها و کوه‌ها می‌روید و اغلب در نواحی بسیار سنگی یافت می‌شود. این گیاه گاهی در شکاف‌ها و فرورفتگی‌های سنگ‌ها خود را جای داده و ریشه می‌اندازد.

## توصیف
یاس بیابانی گیاهی بسیار متغیر با زیرگونه‌های متعدد است. شکل آن به‌طور کلی، بوته‌ای گرد و گسترده با حداکثر ارتفاع حدود ۲ متر است. شاخه‌های جوان این گیاه پوشیده از کرک‌های ریز هستند و شاخه‌های پیرتر پوستی مایل به قرمز، زرد یا خاکستری دارند که لایه‌لایه می‌شود. برگ‌های نوک‌تیز، بیضی‌شکل یا نیزه‌مانند آن، تا طول ۲٫۵ سانتی‌متر با رنگ سبز هستند و گاهی کرک‌دار. آرایش برگ‌ها روی ساقه متقابل و برگ‌ریز است.
گل‌آذین یاس بیابانی از یک گل مجزا یا خوشه‌ای دارای دو یا سه گل تشکیل شده‌است. این گل معطر دارای چهار یا پنج گلبرگ سفید یا کرم‌رنگ و انبوهی پرچم برجسته و محکم است. میوه‌اش کپسولی سخت با دانه‌های متعدد است.

## کاشت و کاربرد
یاس بیابانی، یکی از گونه‌های گل‌دار، برای کاربری‌های زینتی در زیست‌بوم بومی خود کاشته می‌شود:
- باغ‌های سنتی
- چشم‌اندازسازی طبیعی
- کشت و استفاده در باغ‌های گیاهی بومی
- چشم‌اندازسازی کم‌آب
- باغ‌های حیات وحش
- انواع طراحی منظر پایدار شهری، تجاری، و حفاظت از منابعطبیعی و بازسازی آن.[۱]